# Tricentra cambogiata
Tricentra cambogiata là một loài bướm đêm trong họ Geometridae.